# Heeze-Leende

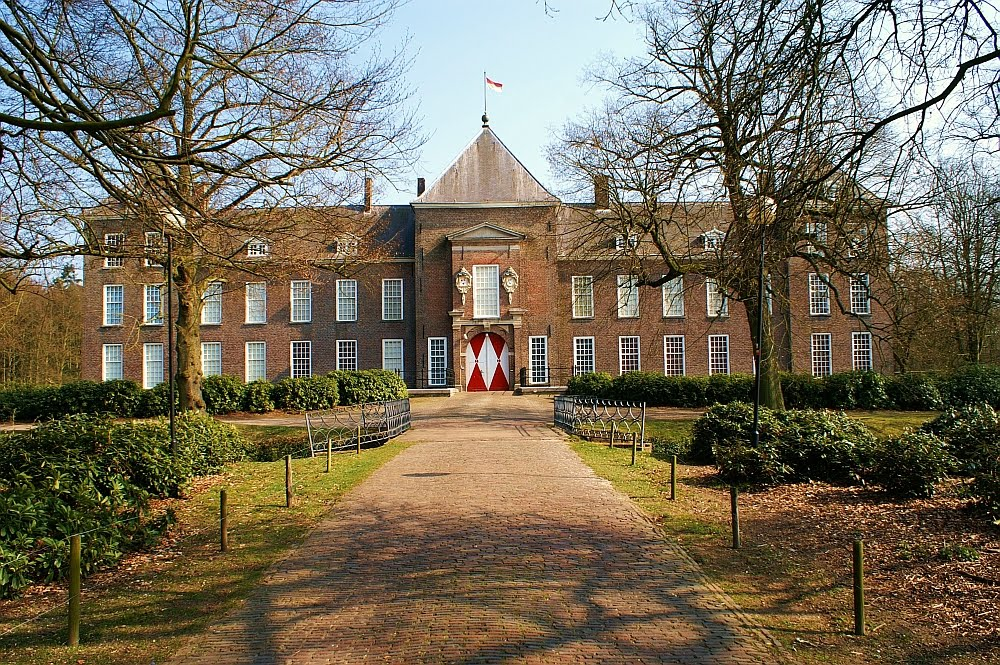
Kasteel Heeze

Heeze-Leende (anhörenⓘ) ist eine Gemeinde in der niederländischen Provinz Noord-Brabant. Sie wurde am 1. Januar 1997 aus den ehemaligen Gemeinden Heeze und Leende und dem Dorf Sterksel, das zur Gemeinde Maarheeze gehörte, gebildet.

## Nachbargemeinden
Die Gemeinde Heeze-Leende grenzt an die Gemeinden Geldrop-Mierlo, Someren, Cranendonck, Hamont-Achel, Valkenswaard, Waalre und Eindhoven.

## Ortsteile
Heeze (Rathaus), Leende, Leenderstrijp und Sterksel.

## Bilder

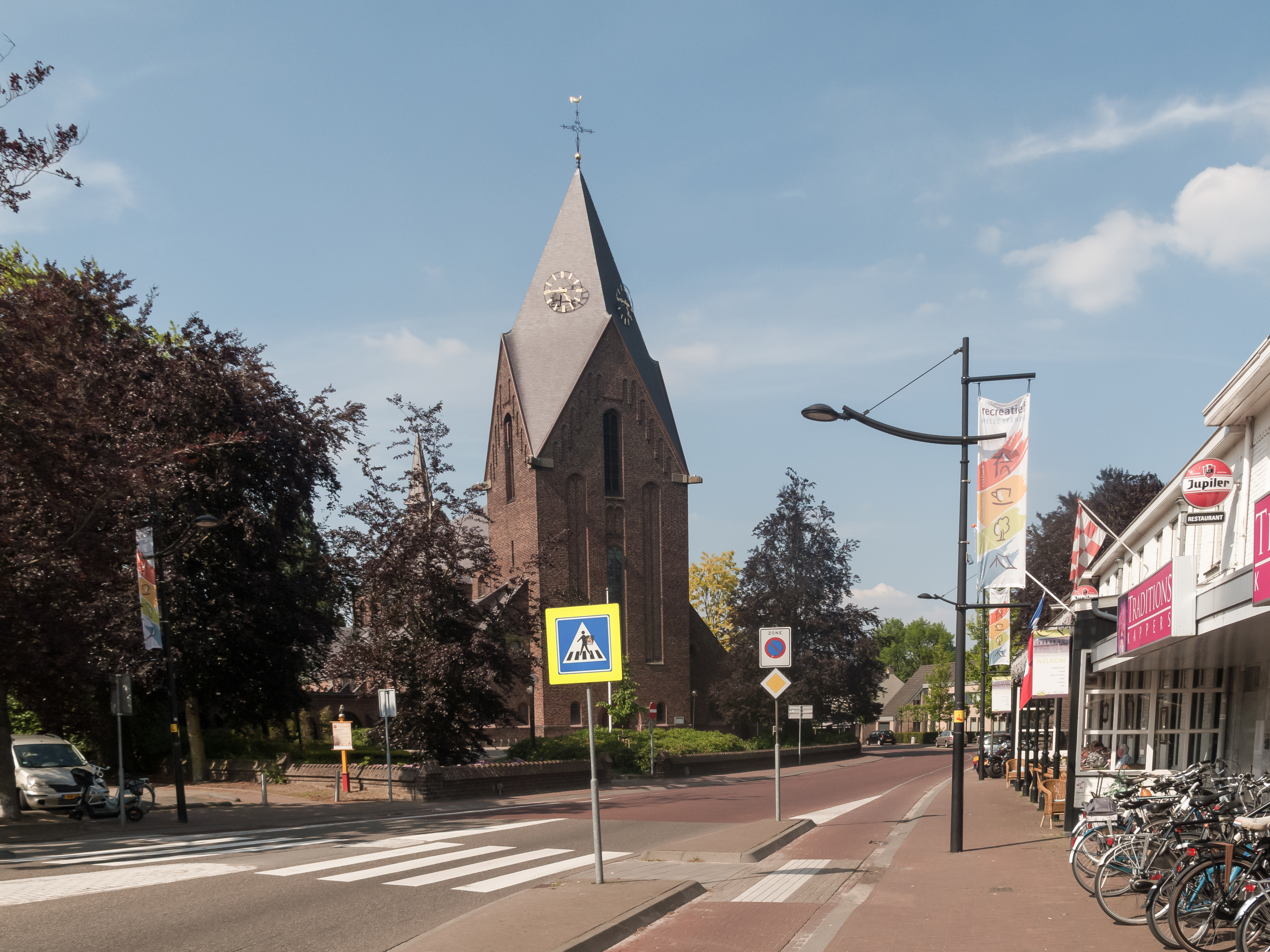
Heeze, Kirche: die Sint Martinuskerk
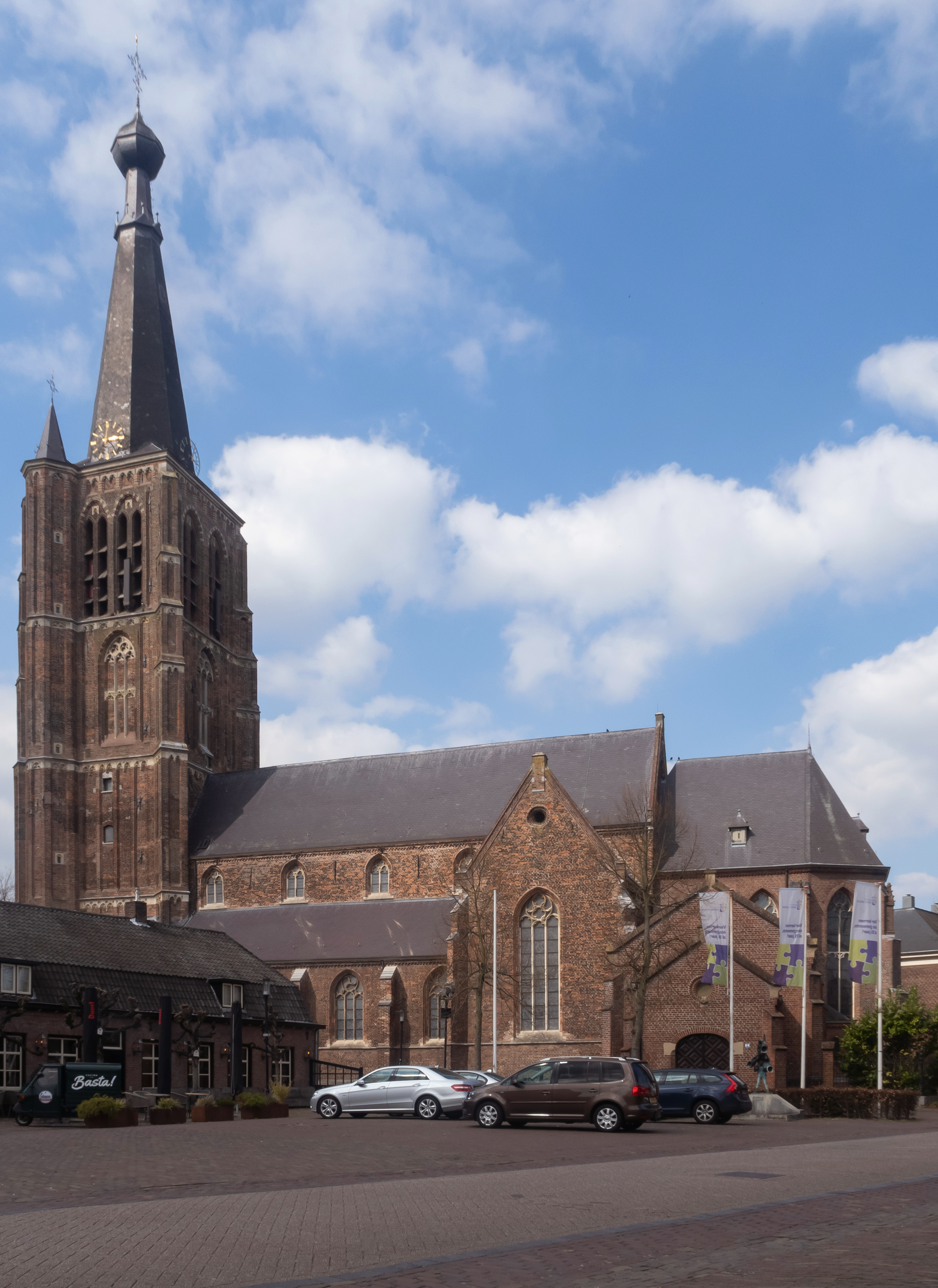
Leende, Kirche: die Sint Petrus Bandenkerk
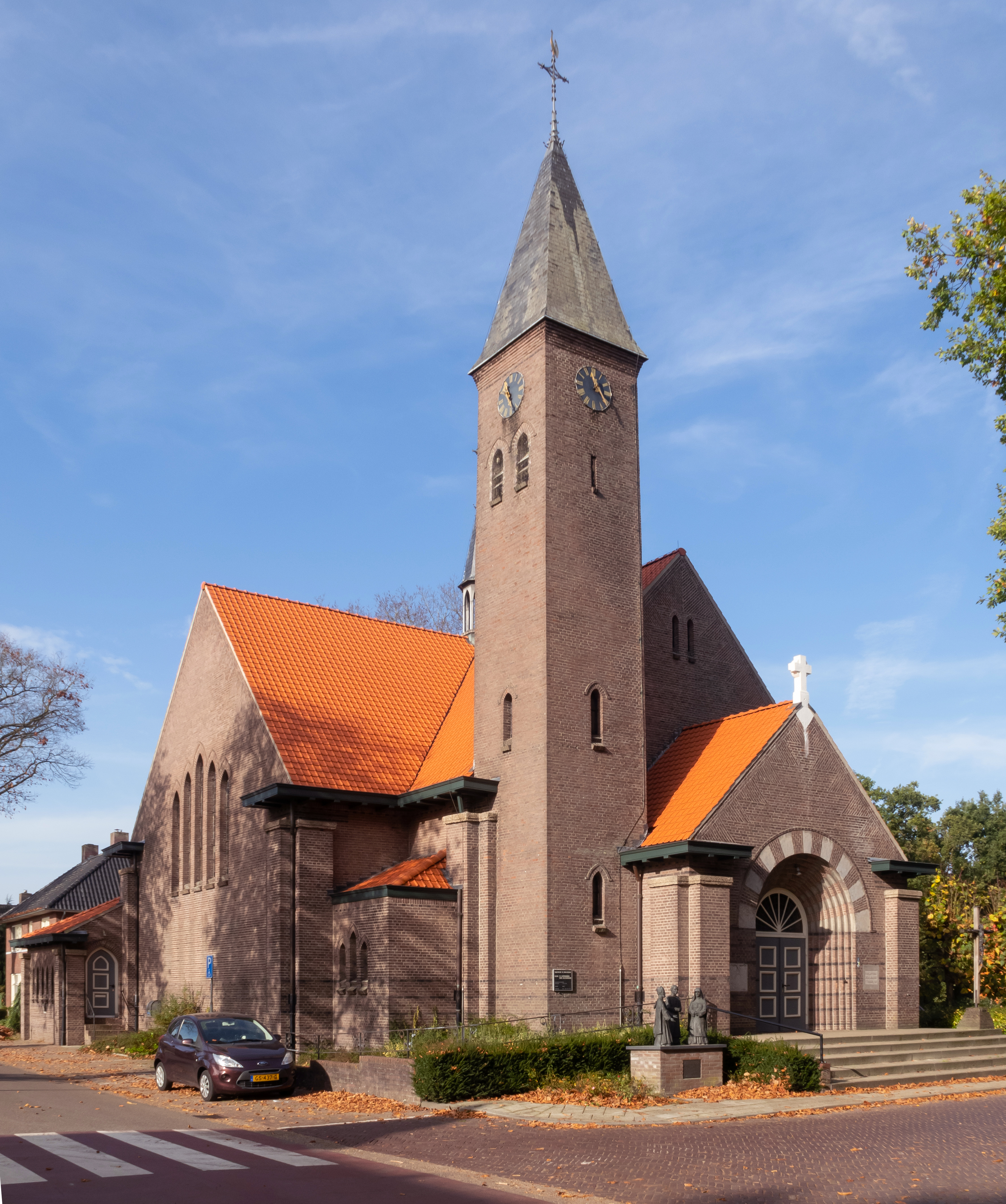
Sterksel, Kirche: die Sint-Catharinakerk

## Umgebung
Im außerhalb der Bebauung der Gemeinde liegenden Gebiet befinden sich die folgenden Naturgebiete:
- Strabrechtse Heide
- Herbertusbossen
- het Leenderbos en de Groote Heide

## Politik
Lokaal Heeze-Leende gewann die Kommunalwahl 2022 mit 21,1 Prozent und konnte damit ihren Wahlsieg aus dem Jahr 2018 wiederholen. Die Lokalpartei war in der Legislaturperiode von 2018 bis 2022 Bestandteil einer Koalition mit der CDA, den D66 und der PvdA.

### Gemeinderat
Der Gemeinderat wird seit der Gründung von Heeze-Leende folgendermaßen gebildet:
| Partei                       | Sitze | Sitze | Sitze | Sitze | Sitze | Sitze | Sitze | Sitze |
| Partei                       | 1996  | 1999  | 2002  | 2006  | 2010  | 2014  | 2018  | 2022  |
| ---------------------------- | ----- | ----- | ----- | ----- | ----- | ----- | ----- | ----- |
| Lokaal Heeze-Leende a        | –     | –     | 3     | 3     | 4     | 4     | 4     | 4     |
| Algemeen belang Heeze-Leende | –     | –     | –     | –     | –     | –     | 2     | 3     |
| CDA                          | 6     | 4     | 5     | 5     | 5     | 4     | 4     | 3     |
| VVD                          | 2     | 2     | 3     | 3     | 3     | 3     | 3     | 2     |
| GroenLinks                   | –     | –     | –     | –     | –     | –     | 2     | 2     |
| Partij voor Oud en Jong b    | –     | 2     | 3     | 3     | 1     | 2     | 2     | 2     |
| D66                          | –     | –     | –     | –     | 2     | 2     | 1     | 1     |
| PvdA                         | 2     | 2     | 2     | 3     | 2     | 2     | 1     | 0     |
| De Lokale Liberale Partij    | –     | –     | –     | –     | –     | –     | 0     | –     |
| Democratische Groep Heeze    | –     | 2     | 1     | –     | –     | –     | –     | –     |
| Sterk Heeze-Leende a         | –     | 3     | –     | –     | –     | –     | –     | –     |
| Heezer Verenigde Partij a    | 3     | 2     | –     | –     | –     | –     | –     | –     |
| Lijst Bax                    | 2     | –     | –     | –     | –     | –     | –     | –     |
| Sterksel 2000                | 1     | –     | –     | –     | –     | –     | –     | –     |
| Algemeen Ouderen Verbond     | 1     | –     | –     | –     | –     | –     | –     | –     |
| Unie 55+                     | 1     | –     | –     | –     | –     | –     | –     | –     |
| Gesamt                       | 17    | 17    | 17    | 17    | 17    | 17    | 17    | 17    |

Anmerkungen

### College van B&W
Die Koalitionsparteien CDA, D66, Lokaal Heeze-Leende und PvdA stellen dem College van burgemeester en wethouders jeweils einen Beigeordneten bereit. Folgende Personen gehören zum Kollegium:
| Funktion           | Name                | Partei              | Anmerkung                                 |
| ------------------ | ------------------- | ------------------- | ----------------------------------------- |
| Bürgermeister      | Teun Heldens        | VVD                 | seit dem 1. Februar 2024 im Amt           |
| Beigeordnete       | Jan de Bruijn       | Lokaal Heeze-Leende | erster Stellvertreter des Bürgermeisters  |
| Beigeordnete       | Frank de Win        | CDA                 | zweiter Stellvertreter des Bürgermeisters |
| Beigeordnete       | Pieter van der Stek | D66                 | dritter Stellvertreter des Bürgermeisters |
| Beigeordnete       | Toon Bosmans        | PvdA                | vierter Stellvertreter des Bürgermeisters |
| Gemeindesekretärin | Peggy Hurkmans      | –                   | seit April 2016 im Amt                    |